# The Ware Case (film fra 1917)
The Ware Case er en britisk stumfilm fra 1917 af Walter West.

## Medvirkende
- Matheson Lang som Sir Hubert Ware
- Violet Hopson som Lady Magdalene Ware
- Ivy Close som Marian Scales
- Gregory Scott som Michael Ayde
- George Foley som Sir Henry Egerton